# Nuno Brás da Silva Martins

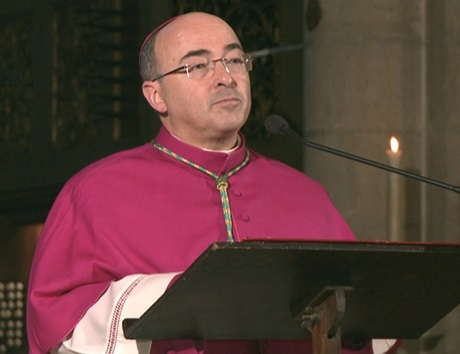
Nuno Brás da Silva Martins 2014

Bischofswappen von Nuno Brás da Silva Martins als Weihbischof

Nuno Brás da Silva Martins (* 12. Mai 1963 in Vimeiro, Portugal) ist ein portugiesischer Geistlicher und römisch-katholischer Bischof von Funchal.

## Leben
Nuno Brás da Silva Martins studierte am Priesterseminar des Patriarchat von Lissabon, für das er am 4. Juli 1987 das Sakrament der Priesterweihe empfing.
Nach seiner Kaplanstätigkeit in Lissabon studierte er von 1990 bis 1993 an der Päpstlichen Universität Gregoriana und wurde im Fach Fundamentaltheologie promoviert. Von 1993 bis 2002 war er in der Priesterausbildung tätig. Gleichzeitig war er bis 2003 Direktor der Diözesanzeitung Voz da Verdade. Von 1999 bis 2002 war er Professor an der Katholischen Universität Portugal und Leiter der Diözesankommission für den ständigen Diakonat. Außerdem war er Professor an der Gregoriana. Von 2002 bis 2005 war er Rektor des Päpstlichen Portugiesischen Kollegs in Rom. Anschließend war er Regens des Priesterseminars und Leiter der Öffentlichkeitsarbeit des Patriarchats.
Am 10. Oktober 2011 ernannte ihn Papst Benedikt XVI. zum Titularbischof von Elvas und bestellte ihn zum Weihbischof in Lissabon. Der Patriarch von Lissabon, José Kardinal da Cruz Policarpo, spendete ihm am 20. November desselben Jahres die Bischofsweihe; Mitkonsekratoren waren der Präsident des Päpstlichen Rates zur Förderung der Neuevangelisierung, Kurienerzbischof Rino Fisichella, und der Bischof von Porto, Manuel José Macário do Nascimento Clemente. Am 13. Juli 2016 wurde er Mitglied des Kommunikationssekretariats (heute: Dikasterium für die Kommunikation) der Römischen Kurie.
Papst Franziskus ernannte ihn am 12. Januar 2019 zum Bischof von Funchal. Die Amtseinführung fand am 17. Februar desselben Jahres statt.